# Velké administrativní oblasti

Členění Čínské lidové republiky na velké administrativní oblasti a autonomní oblast Vnitřní Mongolsko, stav z roku 1953

Velké administrativní oblasti (čínsky pchin-jinem Dàxíngzhèngqū, znaky zjednodušené 大行政区, tradiční 大行政區) byly v letech 1949–1954 správní jednotky v Čínské lidové republice. V systému členění Čínské lidové republiky patřila šestice velkých administrativních oblastí mezi správní jednotky nejvyšší úrovně, když podléhaly ústřední lidové vládě Čínské lidové republiky a řídily podléhající jim provincie a přímo spravovaná města.
Velké administrativní oblasti vznikaly v letech 1946–1950 uspořádáním administrativy čínských regionů, provincií, měst a oblastí obsazených čínskými komunisty. Zřízeno bylo šest velkých administrativních oblastí: Severočínská, Severovýchodní, Východočínská, Středojižní, Severozápadní a Jihozápadní. Oblasti byly řízeny vojensko-administrativními výbory, sestavenými zpravidla z velitelů komunistických polních armád působících na území dotčené oblasti, případně oblast osvobozujících. Výjimkou byla severovýchodní oblast spravovaná lidovou vládou. Stranické organizace v oblastech podléhaly regionálním byrům ústředního výboru (severočínské, severovýchodní atd. byro ÚV KS Číny) vedenými prvními tajemníky, zpravidla předtím veliteli nebo politickými komisaři příslušných polních armád. Samy polní armády byly reorganizovány ve vojenské okruhy. V lednu 1953 byly vojensko-administrativní výbory reorganizovány v administrativní výbory bezprostředně podřízené ústřední lidové vládě. Mezi oblasti byla rozdělena většina území Čínské lidové republiky, výjimku tvořila autonomní oblast Vnitřní Mongolsko, které žádné velké oblasti nepodléhala.
Velké administrativní oblasti byly zrušeny koncem roku 1954 v rámci reforem správy a administrativy proběhlých po přijetí první ústavy Čínské lidové republiky.

## Přehled velkých administrativních oblastí
| Velká administrativní oblast | Hlavní město  | Vznik       | Zánik         | Podřízené celky | 1. tajemník oblastního byra KS Číny            | Předseda administrativy                                                                          | Velitel vojenského okruhu                  |
| ---------------------------- | ------------- | ----------- | ------------- | --- | ---------------------------------------------- | ------------------------------------------------------------------------------------------------ | ------------------------------------------ |
| Severočínská                 | Peking        | květen 1948 | srpen 1954    | města: Peking, Tchien-ťin; provincie: Che-pej, Šan-si, Čachar (1952 zrušena), Pching-jüan (1952 zrušena), Suej-jüan | Liou Šao-čchi (1948–1949), Po I-po (1949–1954) | Tung Pi-wu (1948–1949), Liou Lan-tchao (1949–1954)                                               | Nie Žung-čen                               |
| Severovýchodní               | Šen-jang      | srpen 1946  | červen 1954   | města: Lü-šun-Ta-lien, Šen-jang, Pen-si, An-šan a Fu-šun; provincie: Sung-ťiang, Ťi-lin, Chej-lung-ťiang, Liao-tung, Liao-si, Džehol a Che-tiang (1949 začleněna do Sung-ťiangu)                                                        | Lin Piao (1946–1949), Kao Kang (1949–1954)     | Lin Feng (1946–1949), Kao Kang (1949–1954)                                                       | Lin Piao (1946–1949), Kao Kang (1949–1954) |
| Východočínská                | Šanghaj       | leden 1950  | srpen 1954    | města: Šanghaj a Nanking; provincie: Šan-tung, Če-ťiang, Fu-ťien ; administrativní oblasti: Su-pej a Su-nan (obě roku 1952 sloučeny do provincie Ťiang-su), Wan-pej a Wan-nan (obě roku 1952 sloučeny do provincie An-chuej)            | Žao Šu-š’                                      | Žao Šu-š’                                                                                        | Čchen I                                    |
| Středojižní                  | Wu-chan       | únor 1950   | červen 1954   | města: Wu-chan a Kanton; provincie: Che-nan, Chu-pej, Chu-nan, Ťiang-si, Kuang-tung a Kuang-si | Lin Piao                                       | Lin Piao Teng C’-chuej (úřadující 1950–1953) Lin Piao (1953) Jie Ťien-jing (úřadující 1953–1954) | Lin Piao                                   |
| Severozápadní                | Si-an         | leden 1950  | prosinec 1954 | města: Si-an; provincie: Šen-si, Kan-su, Ning-sia, Čching-chaj a Sin-ťiang | Pcheng Te-chuaj                                | Pcheng Te-chuaj                                                                                  | Pcheng Te-chuaj                            |
| Jihozápadní                  | Čchung-čching | únor 1950   | listopad 1954 | města: Čchung-čching; provincie: Kuej-čou, Jün-nan a Si-kchang; region: Tibet; místní region: Čhamdo, administrativní oblasti Čchuan-pej, Čchuan-tung, Čchuan-nan a Čchuan-si (všechny čtyři roku 1952 sloučeny do provincie S’-čchuan) | Teng Siao-pching                               | Liou Po-čcheng                                                                                   | Che Lung                                   |